# Phalaris maderensis
Phalaris maderensis är en gräsart som först beskrevs av Menezes, och fick sitt nu gällande namn av Menezes. Phalaris maderensis ingår i släktet flenar, och familjen gräs. Inga underarter finns listade i Catalogue of Life.